# Q.E.D.
Q.E.D. или QED е съкращение от латинската фраза quod erat demonstrandum, която означава „това, което трябваше да се докаже“. Традиционно, със съкращението или със съответстващия му графичен символ „квадратче“ се обозначава краят на математическо доказателство или философско разсъждение в печатни публикации.
Съответната гръцка фраза ὅπερ ἔδει δεῖξαι (hoper edei deixai; съкращавано до ΟΕΔ) е използвано от много древногръцки математици, включително Евклид и Архимед. Латинската фраза или производният от нея акроним е използван от много ренесансови математици и философи, включително Галилео Галилей, Барух Спиноза, Айзък Бароу и Исак Нютон.
Вероятно най-известната употреба на „Q.E.D.“ във философията е „Етика“-та на Барух Спиноза, публикувана посмъртно през 1677 година и смятана от много изследователи за най-съществения му труд. Стилът и подредбата в книгата са, по думите на Спиноза, „представени в геометричен ред“, като аксиомите и дефинициите са последвани от твърдения, подлежащи на доказване. Според Спиноза, това е съществено подобрение на философското изложение в сравнение със стила на писане на Рене Декарт в книгата му „Медитации“, която следва форм̀ата на дневник.

## Символ за край на доказателството
Поради изключителното значение на доказателствата в математиката, математиците от времето на Евклид до наши дни са разработили конвенции за обозначаване на началото и края на доказателството. При формулирането на теоремите, лемите и твърденията, които трябва да бъдат доказани, текстът им е форматиран с курсивен шрифт. Началото на доказателството обикновено започва непосредствено след твърдението, което трябва да се докаже, като началото е указано с думата „Доказателство“ в курсив или получер шрифт. Изрази, с които доказателствата типично завършват, са „с това доказателството е завършено“, „което се търсеше“, „следователно твърдението е доказано“, „откъдето следва верността на твърдението“ и подобни. Съществуват няколко символни конвенции, с които се указва краят на доказателството.
Въпреки че някои автори още ползват класическото съкращение Q.E.D., то е относително рядко в съвременните математически текстове. Първи математикът от унгарски произход Паул Халмос въвежда употребата на плътно запълнено черно квадратче в края на доказателството – практика, която се е превърнала в стандарт, макар и не универсален. Халмос заимства идеята от практиките в типографията на списанията, където проста геометрична фигура се ползва за указване на край на статия. В AMS Theorem Environment за LaTeX, символът по подразбиране за край на доказателство е квадратче, визуализиран чрез командата  $\qed$, $\qedhere$ или $\square$. Някои автори са възприели да ползват две // или четири наклонени черти ////. В някои случаи авторите са избрали типографски да разграничат доказателствата, като ги оформят като блокове текст с отстъп навътре.